# Hội Liên hiệp Thanh niên Việt Nam
Hội Liên hiệp Thanh niên Việt Nam là tổ chức xã hội rộng rãi của thanh niên Việt Nam và tổ chức thanh niên nhằm đoàn kết, tập hợp mọi tầng lớp thanh niên Việt Nam phấn đấu vì sự nghiệp xây dựng và bảo vệ Tổ quốc.

## Lịch sử
Công tác vận động thanh niên đã được những người Cộng sản Việt Nam chú trọng ngay từ trước khi thành lập Đảng Cộng sản Việt Nam. Chính với tổ chức Việt Nam Thanh niên Cách mạng Đồng chí Hội, những người Cộng sản Việt Nam có một nguồn bổ sung cán bộ trẻ, năng động, là nòng cốt để hình thành nên Đảng Cộng sản.
Ngày 26 tháng 3 năm 1931, Hội nghị Ban Chấp hành Trung ương Đảng Cộng sản Việt Nam lần thứ 2 tại Rạch Giá, Trung ương Đảng đã dành một phần quan trọng để bàn về công tác thanh niên và đi đến quyết định có ý nghĩa đặc biệt, như phải cử ngay các ủy viên của Đảng phụ trách các vấn đề liên quan tới thanh niên (sau gọi là công tác Đoàn) trong các cấp ủy Đảng từ Trung ương đến địa phương. Tổ chức Đoàn nhanh chóng phát triển làm nòng cốt cho Đảng, thậm chí, trong một số giai đoạn đã thay mặt Đảng hoạt động công khai tập hợp quần chúng.
Nếu như lực lượng Đoàn Thanh niên Cứu quốc là một thành phần của Việt Minh tham gia Tổng khởi nghĩa ở miền Bắc, thì tại miền Trung và miền Nam, do điều kiện tổ chức Đảng bị tan vỡ và bất đồng, các cán bộ Cộng sản miền Nam đã tận dụng cơ hội, cài cán bộ lãnh đạo để nắm tổ chức Thanh niên Tiền phong, từ đó phát triển nhanh chóng lực lượng để tham gia Tổng khởi nghĩa.
Tháng 6 năm 1946, Tổng đoàn Thanh niên Việt Nam ra đời (gọi tắt là Đoàn Thanh niên Việt Nam), sau đổi thành Liên đoàn Thanh niên Việt Nam – là tổ chức rộng rãi của mọi thanh niên yêu nước tự nguyện đứng vào hàng ngũ của Liên đoàn do Đoàn Thanh niên Cứu quốc làm nòng cốt. Cuối năm 1946, Liên đoàn Thanh niên Việt Nam là thành viên chính thức của Liên đoàn Thanh niên dân chủ thế giới.

## Tổ chức

### Hệ thống Ủy ban Hội các cấp
Hội Liên hiệp Thanh niên Việt Nam có 4 cấp ủy ban Hội bao gồm:
- Cấp Trung ương.
- Cấp tỉnh, thành phố trực thuộc Trung ương và tương đương
- Cấp quận, huyện, thị xã thành phố thuộc tỉnh và tương đương.
- Cấp xã, phường, thị trấn và tương đương.

Dưới sự quản lý của cấp xã là mạng lưới chi Hội, Câu lạc bộ, Tổ, Đội, Nhóm thanh niên ở cơ sở.

### Các tổ chức thành viên tập thể
- Đoàn Thanh niên Cộng sản Hồ Chí Minh
- Hội Sinh viên Việt Nam
- Hội Doanh nhân trẻ Việt Nam
- Hội Thầy thuốc trẻ Việt Nam
- Hội Trí thức Khoa học và Công nghệ trẻ Việt Nam
- Hội Thanh niên khuyết tật Việt Nam
- Câu lạc bộ Nghệ sĩ trẻ Việt Nam

### Các đơn vị trực thuộc
- Trung tâm Công tác xã hội Thanh thiếu niên
- Trung tâm Tư vấn tình yêu, hôn nhân và gia đình
- Trung tâm Dạy nghề thanh niên
- Trung tâm Thông tin nguồn lực Tình nguyện Việt Nam
- Trung tâm Hỗ trợ Thanh niên Khởi nghiệp
- Báo Thanh niên
- Cổng tri thức Thánh Gióng

## Thường trực Đoàn Chủ tịch Ủy ban Trung ương khóa IX (2024–2029)

### Cơ cấu
- Chủ tịch: Bí thư Trung ương Đoàn
- Phó Chủ tịch Thường trực: Trưởng Ban Công tác thanh thiếu nhi Trung ương Mặt trận Tổ Quốc Việt Nam
- Phó Chủ tịch: Chủ tịch Hội Doanh nhận trẻ Việt Nam
- Phó Chủ tịch: Chủ tịch Hội Thầy thuốc trẻ Việt Nam
- Phó Chủ tịch: Lãnh đạo Báo Thanh niên
- Phó Chủ tịch: Đại diện Trí thức trẻ tiêu biểu
- Phó Chủ tịch: Đại diện Văn nghệ sĩ trẻ tiêu biểu

### Danh sách cụ thể
- Chủ tịch: Nguyễn Tường Lâm (SN 1984) – Bí thư Trung ương Đoàn, Phó Chủ nhiệm thường trực Ủy ban Quốc gia về Thanh niên Việt Nam
- Phó Chủ tịch thường trực: Nguyễn Kim Quy (SN 1984) – Ủy viên Ban Thường vụ Trung ương Đoàn, Trưởng Ban Công tác thanh thiếu nhi Trung ương Mặt trận Tổ Quốc Việt Nam
- Phó Chủ tịch:

1. Nguyễn Ngọc Toàn (SN 1968) – Tổng Biên tập Báo Thanh niên
2. Đặng Hồng Anh (SN 1980) – Chủ tịch Hội Doanh nhân trẻ Việt Nam, Phó Chủ tịch Hội đồng quản trị Tập đoàn TTC
3. Hà Anh Đức (SN 1973) – Chủ tịch Hội Thầy thuốc trẻ Việt Nam, Cục trưởng Cục Quản lý Khám chữa bệnh (Bộ Y tế)
4. Đào Việt Hằng (SN 1987) – Chủ tịch Mạng lưới Tri thức trẻ Việt Nam toàn cầu, Giảng viên Bộ môn Nội tổng hợp – Trường ĐH Y Hà Nội, Giám đốc Trung tâm nội soi – Bệnh viện ĐH Y Hà Nội
5. Nguyễn Xuân Bắc (SN 1976) – Chủ nhiệm Câu lạc bộ Nghệ sĩ trẻ Việt Nam, Cục trưởng Cục Nghệ thuật biểu diễn (Bộ Văn hoá – Thể Thao và Du lịch)

## Chủ tịch Hội qua các thời kỳ
- Nguyễn Chí Thanh (1914 – 1967), Chủ tịch Liên đoàn Thanh niên Việt Nam 1950-1956, là Ủy viên Bộ Chính trị, Đại tướng, Chủ nhiệm Tổng cục Chính trị Quân đội nhân dân Việt Nam. Hiện đã mất.
- Phạm Ngọc Thạch (1909 – 1968), Bộ trưởng Bộ Y tế. Hiện đã mất.
- Phạm Huy Thông (1916 – 1988), Hiệu trưởng Đại học Sư phạm Hà Nội (1956-1966), Viện trưởng Viện Khảo cổ học (1967-1988), Phó Chủ nhiệm Ủy ban Khoa học Xã hội và Nhân văn, Đại biểu Quốc hội khóa II, III. Hiện đã mất.
- Lê Quang Vịnh (1936), nguyên Bí thư Trung ương Đoàn khóa 4, Chủ tịch Hội Liên hiệp Thanh niên Việt Nam, Bí thư Quận ủy Côn Đảo, nguyên Trưởng ban Tôn giáo Chính phủ. Hiện đã nghỉ hưu.
- Hà Quang Dự (1945), Bí thư thứ nhất Trung ương Đoàn khóa 5, Bộ trưởng phụ trách công tác thanh niên và thể dục thể thao của Chính phủ, Chủ nhiệm Ủy ban Thể dục Thể thao. Hiện đã nghỉ hưu.
- Hồ Đức Việt (1947 – 2013), Bí thư thứ nhất Trung ương Đoàn khóa 6. Từng là Ủy viên Ủy ban Thường vụ Quốc hội, Chủ tịch Liên đoàn Bóng đá Việt Nam, Chủ nhiệm Ủy ban Khoa học – Công nghệ và Môi trường của Quốc hội, Bí thư Tỉnh ủy Quảng Ninh, Phó ban thường trực Ban Tổ chức Trung ương, Bí thư Tỉnh ủy Thái Nguyên, Ủy viên Bộ Chính trị, Bí thư Trung ương Đảng, Trưởng ban Tổ chức Trung ương. Hiện đã mất.
- Trương Thị Mai (1958), từng là Ủy viên Trung ương Đảng khóa X, XI, XII, XIII, Ủy viên Bộ Chính trị khóa XII, XIII, nguyên Bí thư Thường trực Trung ương Đoàn, nguyên Chủ nhiệm Ủy ban Về các Vấn đề Xã hội của Quốc hội, nguyên Trưởng Ban Dân vận Trung ương, nguyên Thường trực Ban Bí thư, nguyên Trưởng ban Tổ chức Trung ương Đảng. Hiện đã nghỉ hưu.
- Hoàng Bình Quân (1959), Bí thư thứ nhất Trung ương Đoàn khóa VII, VIII, Bí thư Tỉnh ủy Tuyên Quang, nguyên Trưởng ban Đối ngoại Trung ương, Chủ tịch danh dự Hội Doanh nhân trẻ Việt Nam. Hiện đã nghỉ hưu.
- Nông Quốc Tuấn (1963), Bí thư Trung ương Đoàn khóa VIII, Chủ tịch Hội Liên hiệp Thanh niên Việt Nam, Bí thư Tỉnh ủy Bắc Giang; nguyên Thứ trưởng, Phó Chủ nhiệm Ủy ban Dân tộc. Hiện đã nghỉ hưu.
- Võ Văn Thưởng (1970), nguyên là Bí thư thứ nhất Trung ương Đoàn khóa IX, nguyên Bí thư Tỉnh ủy Quảng Ngãi, nguyên Phó Bí thư Thường trực Thành ủy TP.HCM, nguyên Trưởng Ban Tuyên giáo Trung ương, nguyên Thường trực Ban Bí thư, Nguyên Chủ tịch nước. Hiện đã nghỉ công tác.
- Nguyễn Phước Lộc (1970), Ủy viên Ban Thường vụ Trung ương Đoàn khóa IX, Nguyên Ủy viên thường trực Ủy ban Về các vấn đề xã hội của Quốc hội, Nguyên Phó Trưởng Ban Dân vận Trung ương, Nguyên Trưởng Ban Tổ chức Thành ủy TP. Hồ Chí Minh, hiện là Phó Bí thư Thành ủy, Chủ tịch Ủy ban Mặt trận Tổ quốc Việt Nam Thành phố Hồ Chí Minh.
- Phan Văn Mãi (1973), Bí thư Thường trực Trung ương Đoàn khóa X, nguyên Phó Bí thư Thường trực Tỉnh ủy, nguyên Bí thư Tỉnh ủy, Chủ tịch Hội đồng Nhân dân tỉnh Bến Tre, nguyên Phó Bí thư Thành ủy, Chủ tịch UBND Thành phố Hồ Chí Minh, hiện là Ủy viên Trung ương Đảng, Chủ nhiệm Ủy ban Kinh tế và Tài chính của Quốc hội.
- Nguyễn Đắc Vinh (1972), Bí thư thứ nhất Trung ương Đoàn khóa IX, khóa X, nguyên Bí thư Tỉnh ủy Nghệ An, nguyên Phó Chánh Văn phòng Trung ương Đảng, nguyên Chủ nhiệm Ủy ban Văn hóa, Giáo dục của Quốc hội, hiện là Ủy viên Trung ương Đảng, Chủ nhiệm Ủy ban Văn hóa và Xã hội của Quốc hội.
- Nguyễn Phi Long (1976), Bí thư Trung ương Đoàn khóa X, nguyên Phó Bí thư, Chủ tịch Ủy ban Nhân dân tỉnh Bình Định, nguyên Bí thư Tỉnh ủy Hòa Bình, hiện là Ủy viên dự khuyết Trung ương Đảng, Phó Bí thư thường trực Tỉnh ủy Phú Thọ
- Lê Quốc Phong (1978), Bí thư thứ nhất Trung ương Đoàn khóa X, XI, hiện là Ủy viên Trung ương Đảng, Bí thư Tỉnh ủy Đồng Tháp.
- Nguyễn Anh Tuấn (1979), Bí thư thứ nhất Trung ương Đoàn khóa XI, nguyên Bí thư Tỉnh ủy Bắc Ninh, hiện là Ủy viên Trung ương Đảng, Phó Trưởng Ban Chính sách, Chiến lược Trung ương.
- Nguyễn Ngọc Lương (1978), Bí thư thường trực Trung ương Đoàn khóa XI, XII, hiện là Phó Bí thư Tỉnh ủy Gia Lai, Chủ tịch Ủy ban Mặt trận Tổ Quốc Việt Nam tỉnh Gia Lai
- Nguyễn Tường Lâm (1984), Bí thư Trung ương Đoàn, Phó Chủ nhiệm thường trực Ủy ban Quốc gia về thanh niên Việt Nam.

## Các phong trào, chương trình hành động cách mạng
Cũng như Đoàn Thanh niên Cộng sản Hồ Chí Minh, Hội Liên hiệp Thanh niên Việt Nam tổ chức thực hiện các phong trào, chương trình hành động cách mạng để đoàn kết, tập hợp, giáo dục và tổ chức cho sinh viên thực hiện các mục tiêu của Hội.
Mỗi nhiệm kỳ, Hội phát động một hoặc một vài phong trào, chương trình và cuộc vận động phù hợp với đặc điểm của từng thời kỳ.

### Nhiệm kỳ III (1994–2000)
- Chương trình "Lập thân, lập nghiệp, xây dựng đất nước phồn vinh"
- Chương trình "Nâng cao dân trí, bồi dưỡng tài năng trẻ, phát triển văn hoá, thể dục thể thao"
- Chương trình "Bảo vệ Tổ quốc, giữ gìn trật tự an ninh"
- Chương trình "Công tác xã hội, bảo vệ môi trường"
- Chương trình "Hợp tác hữu nghị với tuổi trẻ trong khu vực và trên thế giới"
- Cuộc vận động "Tiết kiệm, tích luỹ"
- Cuộc vận động "Chống mù chữ, chống thất học"
- Cuộc vận động "Hiến máu nhân đạo"

### Nhiệm kỳ IV (2000–2005)
- Cuộc vận động "Học tập, sáng tạo vượt bậc vì sự nghiệp công nghiệp hoá, hiện đại hoá đất nước"
- Cuộc vận động "Giúp nhau lập nghiệp vì dân giàu, nước mạnh"
- Cuộc vận động "Thanh niên tình nguyện vì cuộc sống cộng đồng"
- Cuộc vận động "Vì chủ quyền Tổ quốc, vì cuộc sống bình yên"
- Cuộc vận động "Xây dựng nếp sống văn minh đậm đà bản sắc dân tộc"

### Nhiệm kỳ V (2005–2010)
- Cuộc vận động "Thanh niên đi đầu trong xã hội học tập"
- Cuộc vận động "Thanh niên làm kinh tế giỏi, tích cực tham gia xoá đói giảm nghèo"
- Cuộc vận động "Thanh niên tình nguyện vì cuộc sống cộng đồng"
- Cuộc vận động "Thanh niên vì cuộc sống bình yên, vì chủ quyền Tổ quốc",
- Cuộc vận động "Thanh niên sống đẹp".

### Nhiệm kỳ VI (2010–2014)
- Cuộc vận động "Thanh niên sống đẹp, sống có ích"
- Cuộc vận động "Thanh niên tình nguyện vì an sinh xã hội và bảo vệ môi trường"
- Cuộc vận động "Thanh niên lập thân, lập nghiệp, làm giàu chính đáng"
- Chương trình "Khi Tổ quốc cần"
- Chương trình "Xây dựng, phát triển tổ chức Hội, mở rộng mặt trận đoàn kết, tập hợp thanh niên"

### Nhiệm kỳ VII (2014–2019)
- Phong trào "Tôi yêu Tổ quốc tôi"
- Chương trình "Xây dựng Hội Liên hiệp Thanh viên Việt Nam vững mạnh"

### Nhiệm kỳ VIII (2019–2024)
- Phong trào "Tôi yêu Tổ quốc tôi"
- Chương trình "Đồng hành với thanh niên lập thân, lập nghiệp"
- Chương trình "Xây dựng Hội Liên hiệp Thanh viên Việt Nam vững mạnh"

### Nhiệm kỳ IX (2024–2029)
- Phong trào "Tôi yêu Tổ quốc tôi"
- Chương trình "Xây dựng Hội Liên hiệp Thanh viên Việt Nam vững mạnh"
- 02 đề án: Đề án “Thanh niên tham gia bảo tồn, phát huy bản sắc văn hóa dân tộc Việt Nam giai đoạn 2024 – 2029”; Đề án “Đoàn kết, tập hợp thanh niên công nhân và lao động trẻ giai đoạn 2024 – 2029”.